# フランツ・フォン・パーペン
フランツ・ヨーゼフ・ヘルマン・ミヒャエル・マリア・フォン・パーペン（ドイツ語: Franz Joseph Hermann Michael Maria von Papen  音声, Erbsälzer zu Werl und Neuwerk,  1879年10月29日 - 1969年5月2日）は、ドイツの政治家、外交官、貴族、陸軍軍人。爵位は男爵。軍人としての階級は陸軍中佐。第13代ドイツ国首相、第12代副首相を務めた。

## 概要
ヴェストファーレン地方出身。陸軍軍人を経て、ヴァイマル共和政末期の1932年にクルト・フォン・シュライヒャーに擁立されてパウル・フォン・ヒンデンブルク大統領の大統領内閣の首相を務めたが、パーペン内閣は半年ほどでシュライヒャーに見限られて瓦解した後、シュライヒャーとの政争で国家社会主義ドイツ労働者党(ナチ党)党首アドルフ・ヒトラーと接近し、彼が首相になれるよう尽力するなどナチ党の権力掌握に大きな役割を果たした。1933年のヒトラー内閣成立でヒトラーに次ぐ副首相兼プロイセン州首相の座に就いた。しかし、「長いナイフの夜」事件で失脚し、その後はオーストリアやトルコでドイツ大使を務めた。第二次世界大戦後、ニュルンベルク裁判で主要戦争犯罪人として起訴されたが、無罪とされた。

## 経歴

### 帝国軍人として
ドイツ帝国の領邦であるプロイセン王国・ヴェストファーレン州・ヴェルルに、製塩業で富をなしたエルプゼルツァー（世襲の塩屋、の意味）と呼ばれる諸名家のうちのひとつに生まれる。ヴェストファーレン、特にヴェルルのほとんどの住民がそうであるようにカトリック教徒である。両親の希望で陸軍幼年学校に入学し、軍人への道を進む。ドイツ皇帝の側近くに仕えたのち、第5槍騎兵連隊付きを経て参謀本部に入り、1913年に大尉に昇進。そこでクルト・フォン・シュライヒャーと知り合う。当時パーペンは巧みな馬術で名声を得ていた。1905年に製陶業で有名なビレロイ&ボッホ社の創業家の娘と結婚して工場の一つを相続し（現存）、巨大な経済力を得た。財界とも太いパイプを持つようになった。一女をもうける。
皇帝ヴィルヘルム2世の学友だった父のコネもあり、第一次世界大戦中の1915年までアメリカ大使館付き武官。フランクリン・ルーズベルトやダグラス・マッカーサーといった、後年のアメリカ合衆国指導者の知遇を得た。武官としてアメリカ国内でさまざまな諜報活動に従事し、また兼轄国であるメキシコをドイツ寄りにすることに努めた。結局1916年にサボタージュ活動や破壊工作活動に関与しているとされてアメリカ政府から国外追放処分を受けた。帰国の際不用意に別送した荷物がイギリス海軍の臨検を受け、パーペンがアメリカ国内に構築したドイツの諜報網が暴露された。
ドイツ帰国後に皇帝から鉄十字章を授与され、西部戦線で大隊長に転じる。その後参謀本部に戻りオスマン帝国に派遣され、オスマン帝国軍大佐となる。パレスチナ戦線のオスマン第4軍で司令官エーリッヒ・フォン・ファルケンハインの参謀長となり、そこでヨアヒム・フォン・リッベントロップと知り合う。のちに国家社会主義ドイツ労働者党（ナチ党）のアドルフ・ヒトラーが、リッベントロップの説得によってカトリック教徒や貴族層への敵愾心を抑えてパーペンと手打ちし政権を握ることを思えば、この出会いは運命的なものであった。ドイツへの帰路では、のちにドイツ大統領となるパウル・フォン・ヒンデンブルク元帥とも同道して知遇を得ている。

### 大戦後、政治家へ転身
第一次世界大戦の敗北後、ドイツ革命により成立したヴァイマル共和政の国軍で働くことを潔しとせず、1919年に中佐を最後に退役。貴族階級の社交クラブ「ヘレンクルプ (Herrenklub)」に参加した。クラブの中では馬術の達人として名の知られた人物だった。
相前後してカトリック教徒なこともあり中央党（カトリック系中道政党）に入党し、1920年にカトリック系労働組合の委員長に就任。保守系の農民組合の指導者であった。1921年にプロイセン州議会議員に当選するも、与党に属するにもかかわらず社会民主党（SPD）首班のオットー・ブラウン政権を支持せず不信任案提出を繰り返し、世間の注目を集めるとともに、保守派との親交を重ねる。1925年の大統領選挙でも、自党のヴィルヘルム・マルクスではなくヒンデンブルクを公然と支持した。このため党執行部はパーペンを除名しようとしたものの、党機関紙「ゲルマニア」の大株主で監査役に就任していたため除名に至らなかった。その後も一貫して中央党と社民党の同盟関係を解消し代わりにドイツ国家人民党との連立を主張していたが、1928年に一旦プロイセン州議会議員を辞職、その後暫く社交クラブや紳士クラブでの活動を経て1930年に政界復帰を果たす。1932年4月に十字架と鷲同盟（1933年にはカトリック的ドイツ人活動団と改称）を結成した。

### 首相就任
1932年5月30日、ハインリヒ・ブリューニング内閣が瓦解すると、ヒンデンブルク大統領の側近のクルト・フォン・シュライヒャーは、パーペンを後継の首相に推薦した。当時ほとんど無名だったパーペンが推薦されたのは無経験で外見ばかり気にする彼が、シュライヒャーにとって操り人形にし易しと判断されたからという。「パーペンは人の上に立つ器ではない」という周囲の反対に対してシュライヒャーは「彼に人の上になど立たれては困るな。彼は帽子みたいなもんだ」と語ったという。シュライヒャーの推薦を受けてヒンデンブルク大統領はパーペンに首相就任を打診した。
パーペンは一度は、中央党の党首ルートヴィヒ・カース司祭に組閣要請を受けないことを約束したが、後になってヒンデンブルクと面会してカースとの約束を反故にして首相職に飛びついた。パーペンは6月1日にヒンデンブルクより首相に任じられた。これによりパーペンは中央党から除名された。
| パーペン内閣 1932年6月1日 - 12月3日 | パーペン内閣 1932年6月1日 - 12月3日 | パーペン内閣 1932年6月1日 - 12月3日                             | パーペン内閣 1932年6月1日 - 12月3日 | パーペン内閣 1932年6月1日 - 12月3日 |
| ----------------------------------- | ----------------------------------- | --------------------------------------------------------------- | ----------------------------------- | ----------------------------------- |
| 首相                                |                                     | フランツ・フォン・パーペン                                      |                                     | 無所属                              |
| 外務大臣                            |                                     | コンスタンティン・フォン・ノイラート (1932年6月2日 -)           | 無所属                              |                                     |
| 内務大臣                            |                                     | ヴィルヘルム・フライヘル・フォン・ガイル                        |                                     | ドイツ国家人民党                    |
| 財務大臣                            |                                     | ルートヴィヒ・シュヴェリン・フォン・クロージク (1932年6月2日 -) |                                     | 無所属                              |
| 経済大臣                            |                                     | ヘルマン・ヴァルムボルト                                        | 無所属                              |                                     |
| 労働大臣                            | ヘルマン・ヴァルムボルト (事務取扱) |                                                                 | 無所属                              |                                     |
| 労働大臣                            |                                     | フーゴ・シェーファー (1932年6月6日 -)                           | 無所属                              |                                     |
| 法務大臣                            |                                     | フランツ・ギュルトナー (1932年6月2日 -)                         |                                     | ドイツ国家人民党                    |
| 国防大臣                            |                                     | クルト・フォン・シュライヒャー                                  |                                     | 無所属                              |
| 運輸大臣兼郵政大臣                  |                                     | パウル・フォン・エルツ＝リューベナッハ                          | 無所属                              |                                     |
| 食糧・農業大臣                      |                                     | マグヌス・フォン・ブラウン                                      |                                     | ドイツ国家人民党                    |
| 無任所大臣                          |                                     | フランツ・ブラハト (1932年10月29日 -)                           |                                     | 無所属                              |
| 無任所大臣                          |                                     | ヨハネス・ポーピッツ (1932年10月29日 -)                         | 無所属                              |                                     |

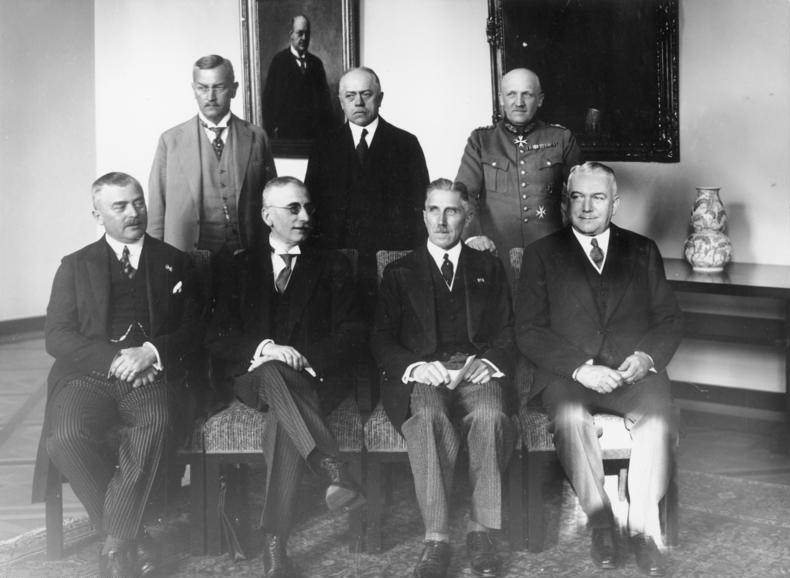
パーペン内閣（1932年6月1日）。
前列左から農業食糧相マグヌス・フォン・ブラウン、内相ヴィルヘルム・フライヘル・フォン・ガイル、首相フォン・パーペン、外相フォン・ノイラート。
後列左から法相ギュルトナー、経済相ヘルマン・ヴァルムボルト、国防相フォン・シュライヒャー。
ここにはいないが他に蔵相フォン・クロージクと運輸郵政相フォン・エルツ＝リューベナッハがいる。

パーペン内閣は閣僚9人のうち7人が貴族出身者であった。農相マグヌス・フォン・ブラウン男爵の回顧録によるとこの内閣は貴族出身者が多い他に騎兵隊出身者が多い特徴もあったという。特に内閣で大きな力を持っていたのは、首相フランツ・フォン・パーペン、国防相クルト・フォン・シュライヒャー、内相ヴィルヘルム・フォン・ガイル男爵の三人だった。そのため三頭政治と呼ばれた。
こうした前時代的な人選から国民の支持はほとんどなく、男爵内閣と渾名された。内閣の極端な不人気に各党の反応は冷たく、主要政党でパーペン内閣を支持する政党は一つもなかった。社民党や共産党のような左翼政党は言うに及ばず、中央党も反党行為によって成立したパーペン内閣を徹底的に攻撃した。保守政党の国家人民党ですらパーペン内閣と自分達は何の関わりもないとまで言明した。唯一国家社会主義ドイツ労働者党(ナチ党)のみが突撃隊の禁止命令の解除と国会解散の約束を守ってもらうためにパーペン批判を控えていたが、これはナチ党内でも党員や支持者から大きな反発を招いた。同党宣伝担当ヨーゼフ・ゲッベルスの日記も「このブルジョア的な与太者との厄介な隣人関係からすぐに逃げ出さないと我が党は取り返しのつかないことになる」と危機感を露わにしている。同党党首アドルフ・ヒトラーはシュライヒャーを通じて受けたパーペン内閣への協力要請を拒否している。

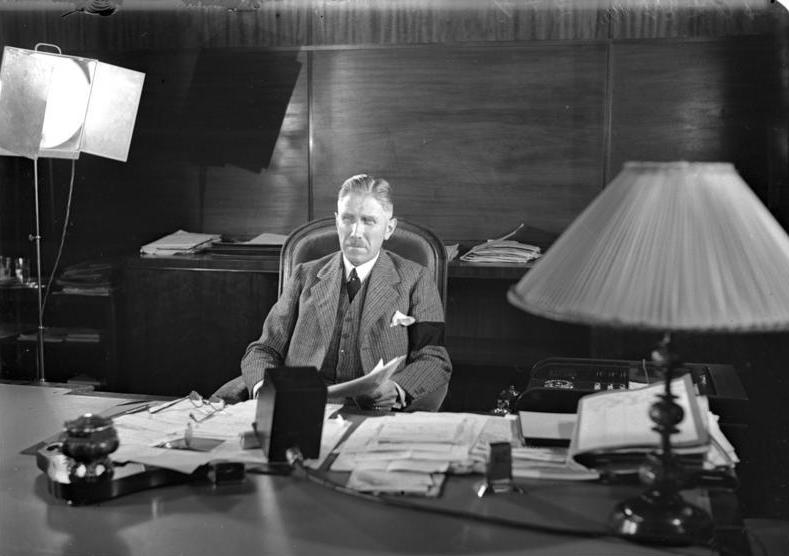
1932年7月、ベルリンの首相官邸。

したがってパーペン内閣はもっぱらヒンデンブルク大統領の権威と国軍の権力にのみ頼った内閣だった。
6月2日に行った首相就任宣誓でパーペンは国会解散を求めた。6月4日にヒンデンブルク大統領は議会に解散を命じ、総選挙が行われることになった。また6月にはブリューニング内閣により行われたナチス突撃隊・親衛隊の禁止命令とナチ党制服の禁止命令を新しい命令で取り消した。諸州はこの決定に反発し、独自にナチス制服禁止命令を出そうとしたが、パーペンは諸州には個々の事例について公共の秩序に対する危険防止を超える権限は認められていないとして再度命令を出してナチ党制服禁止を解除した。
一方、6月16日からドイツの賠償問題に関するローザンヌ会議がイギリス首相ラムゼイ・マクドナルドを議長として行われ、これが内閣にとっての初の外交舞台へのお披露目となった。パーペンは、外相コンスタンティン・フォン・ノイラート男爵や蔵相ルートヴィヒ・シュヴェリン・フォン・クロージク伯爵、経済相ヘルマン・ヴァルムボルトらとともに出席。その結果、7月9日に締結されたローザンヌ協定によってドイツは賠償金額をだいぶ減らされたが、なお30億マルクの支払いを要求された。このことは、国民に外交下手との評価を下す結果となった。
「ボルシェヴィキに死を」を標語にしていたパーペンは、フランスに対して共産主義（ソビエト連邦）の脅威に対抗する独仏同盟を秘密裏にもちかけたが、フランス側は拒絶しソ連政府に通知された。内政では議会の支持を全く得ていなかったので、大統領権限による緊急立法のみで政権を維持する有様だったが、高い失業率への対策として雇用創出策を始めており、効果が見え始めたところであった。大規模なアウトバーン建設や徴兵制度といったより大規模な失業対策はヴェルサイユ条約の取り決めにより見送られたが、のちにヒトラーがヴェルサイユ条約を破棄してこの政策を実現し、失業問題が劇的に解決されることになる。

### プロイセン・クーデター

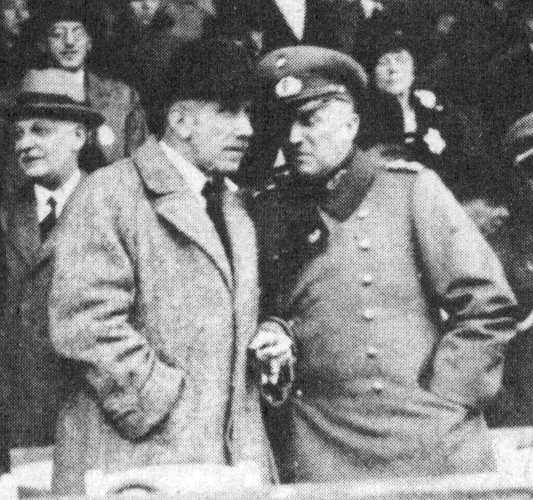
競馬観戦するパーペン（左）とシュライヒャー（1932年、ベルリン・カールスホルスト競馬場）

就任前の1932年4月、プロイセン自由州の州議会選挙で社会民主党を中心とするオットー・ブラウンの連立政権は敗北していたが、暫定内閣として存続していた。パーペン、ガイル、シュライヒャーの三頭政治はプロイセン社民党政府の息の根を止めることを企んでいた。特に東プロイセンの大農場主の利益を代弁するガイルは社民党と天敵の関係だった。またプロイセン社民党政府を潰すことによって同政府と長く対立してきたナチ党を自分たちに引き込もうという目論見もあった。
7月14日、パーペンとシュライヒャー国防相は、ヒンデンブルク大統領が生活するノイデックに赴き、大統領緊急令（ヴァイマル憲法第48条〈いわゆる、緊急事態条項の1つ〉に基づく大統領令）発動の許可を得て、プロイセン自由州への介入を実行する準備を整えていた。
この直後の7月17日にアルトナ (ハンブルクの隣町) で起こったナチ党の突撃隊と共産党の武力団体「赤色戦線」との間で市街地抗争（死者17名。重傷者多数。「アルトナ血の日曜日事件」と呼ばれた）を利用して「プロイセン自由州には公共の安全と秩序を維持する事は出来ない」として介入を開始した。
7月20日にパーペンはプロイセン自由州閣僚を招集し、大統領緊急命令なる物を読み上げてプロイセン州首相ブラウンとプロイセン州内相カール・ゼーヴェリングに解任を申し渡した。さらにベルリンとブランデンブルク州を戒厳体制下に置き、第3軍司令官ゲルト・フォン・ルントシュテット将軍に全権を委任して、ベルリン警視総監アルベルト・クシェジンスキ、ベルリン副警視総監ベルンハルト・ヴァイス、ベルリンシュッツポリツァイ司令官マグヌス・ハイマンスベルクなどを続々と逮捕させた。このパーペンによるプロイセン自由州政府転覆をプロイセン・クーデターと呼ぶ。
パーペンは同日夕方のラジオ放送で「プロイセン自由州政府は共産党テロ集団に対抗する用意がない」としてこのクーデタを正当化した。パーペンはプロイセン自由州首相を兼務するとともにプロイセン総督（国家弁務官、Reichskommissar）に就任した。このやり方は後のナチスの強引な地方政府掌握（強制的同質化）の前例、あるいは「相対化」させたものとして非難されている。

### ナチスの台頭

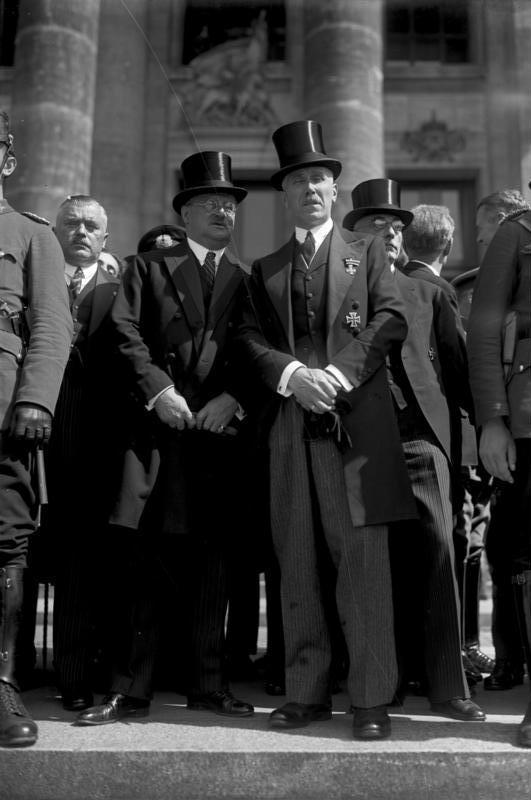
1932年8月11日、国会。フォン・パーペン首相とオットー・マイスナー大統領府長官、フォン・ガイル内相、フォン・ブラウン農相。

1932年7月31日に投票が行われた総選挙では、ナチ党が37.4%の得票率を得て230議席(改選前107議席)を獲得し、第一党に躍り出た。社民党は21.6%の得票率で133議席(改選前143議席)に減らした。国家人民党も37議席(改選前41議席)に減らした。中央党は激しいパーペン攻撃の成果で76議席(改選前68議席)に伸ばした。共産党も89議席(前回77議席)を獲得して躍進した。
シュライヒャーは8月5日にパーペンに独断でヒトラーと面会し、パーペン内閣に副首相として入閣するよう求めたが、ヒトラーは首相の地位を要求した。シュライヒャーはヒトラーを首相にするようヒンデンブルクに取り計らう様になったが、ヒンデンブルクもパーペンもその意思はなかった。ヒンデンブルクはヒトラーを毛嫌いしていたし、パーペンはいくつかの閣僚職を提供することでナチ党を取りこむことができると未だに考えていた。
8月13日午前にヒトラーは、国会議長ゲーリングと突撃隊幕僚長レームを伴ってパーペンとシュライヒャーとの会談を長時間にわたって行った。パーペンはヒトラーに副首相として自分の内閣に入閣することを求め、さらにヒトラーが副首相として実りある協力をしてくれたなら、その後に首相の地位を譲ると持ちかけたが、ヒトラーはその話には乗らず、今すぐ無条件に自分を首相にすることを求めた。続いて同日午後にはヒンデンブルクとヒトラーの会談が行われ、ヒンデンブルクがヒトラーに副首相になるよう説諭したが、ヒトラーは相変わらず首相職を要求したため、最終的にナチ党と政府は決裂した。
この会談の決裂で突撃隊を中心にナチ党内で武装蜂起を求める声は強まった。8月22日にボイテンの裁判所がポテンパ村の共産党員を殺害（ポテンパ村殺人事件）した突撃隊員5人に死刑判決を下したのを機に、ヒトラーはかつてないほど突撃隊を使っての政府脅迫を行った。これに怯えたパーペンはヒンデンブルクに奏上して9月2日にこの突撃隊員5名を終身刑に減刑させた。

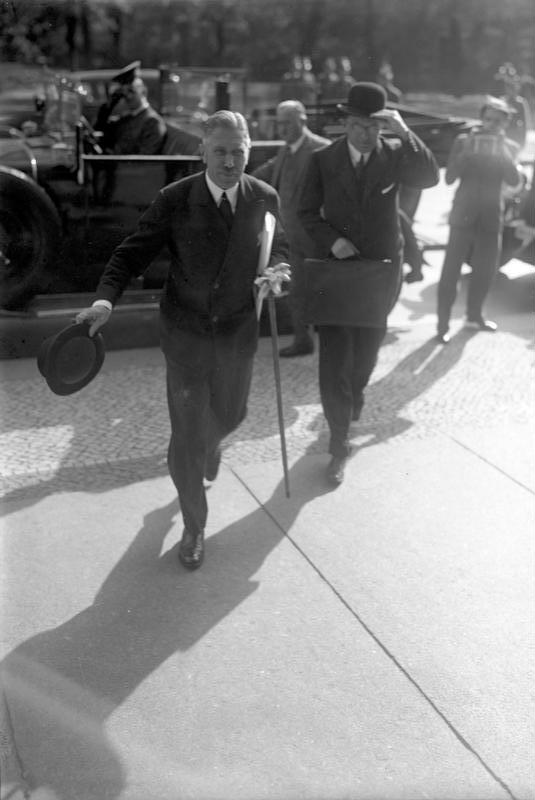
1932年9月12日、国会に登院するパーペン首相。

9月12日に国会が召集され、パーペンは所信表明演説をしようとしたが、共産党議員がパーペン内閣不信任の緊急動議を提出した。一時休会した後、ナチ党議員団はヒトラーからの指示でこの共産党の動議に賛成することになった。パーペンは休会中に大統領の解散命令書を急遽取りに行かせた。再開後、ゲーリング議長はパーペンを登壇させず先に不信任決議案の採択を行い、512対42で可決される。パーペンはこの大差の不信任の屈辱を受けた後に大統領命令を提出して議会を解散させた。選出されたばかりの議会がただちに解散されることとなった。

### シュライヒャーにより退陣させられる
ナチ党は共産党の起こしたストライキへの参加やブルジョア的なパーペン内閣への激しい攻撃などにより財界やナチ党員がかなり離反し、選挙資金を確保できなかった。結果、11月6日に行われた総選挙では、ナチ党は第一党は確保したものの得票率33.1%、196議席に後退した。社民党も得票率20.4%、121議席に後退した。しかしパーペンが最も嫌う共産党が100議席に伸ばしてしまった。
ナチ党が議席を落としたことでヒトラーが要求を下げるかもしれないという望みをかけてパーペンは、11月9日にヒトラーに副首相就任を再度要請したが、ヒトラーは拒否した。11月15日にも再度副首相就任要請の手紙をヒトラーに送ったが、翌16日の返信でヒトラーはこれを拒否した。パーペンを見限ったシュライヒャーは、政党間交渉をしやすくするためとして後の交渉はヒンデンブルクに任せ、パーペンに内閣総辞職を求めた。11月17日にパーペン内閣は形式的に内閣総辞職して暫定事務処理内閣に移行した。しかしパーペンはいずれヒンデンブルクから再度組閣の命令が来ると信じていた。11月18日から24日にかけてヒンデンブルクやマイスナーなど大統領府とヒトラーの交渉が行われたが、やはり平行線に終わった。
12月1日午後6時、ヒンデンブルク大統領はパーペンとシュライヒャーを招集した。パーペンは数か月前から立てていた憲法違反のクーデタ計画をヒンデンブルクに提案した。国軍を出動させて議会を半年間停止し、その間に改憲を行って大統領権限を強化する計画であった。しかしパーペンを失脚させたがっていたシュライヒャーはこの計画に反対した。シュライヒャーは自分が首相に就任し、ナチ党の一部を取り込んで分裂を誘うべきと主張した。ヒンデンブルクはパーペンを支持したが、シュライヒャーは頑として国軍のクーデタへの参加を拒否した。
つづいて翌12月2日の閣議でシュライヒャーは「パーペンの下で政府を作ろうといういかなる試みも国を混乱に陥れるだけ。ナチスが内乱を起こせば国軍にそれを鎮圧することは不可能」としてパーペンに退陣を求めた。閣僚はほとんどシュライヒャーを支持した。パーペンは大統領府へ逃げ込み、ヒンデンブルクの支持を得ようとしたが、「ことここにいたってはシュライヒャーに任せよう」と言われたという。こうして12月2日にクルト・フォン・シュライヒャーが首相に就任することになり、パーペン内閣は退陣することになった。
しかしヒンデンブルクから気に入られていたパーペンは、大統領仮官邸（大統領官邸は当時改修中だった）の近くに宿を取って暮らし、辞職後も足繁く大統領の下に通った。

### ヒトラー内閣実現に努力
シュライヒャーへの復讐心に燃えるパーペンは、シュライヒャーとナチ党組織全国指導者グレゴール・シュトラッサーが秘密会談しているのを聞きつけると、その情報をヒトラーに流した。結果、シュトラッサーは党役職の辞職に追い込まれ、シュライヒャーのナチス左派取り込みの目論見は失敗に終わった。1932年12月16日の紳士クラブでの演説でパーペンは、シュライヒャーの退陣とヒトラーの入閣は不可欠であると述べ、シュライヒャーへの敵意をむき出しにした。
さらにケルンの銀行家クルト・フォン・シュレーダーを通じてヒトラーに接近を図った。1933年1月4日にシュレーダーの自宅でヒトラーとパーペンの会談が行われた。両者はシュライヒャー政権打倒、それに代わるヒトラー＝パーペン政権の樹立、社民党員・共産党員・ユダヤ人の国家中枢からの排除で合意した。ヒトラーとパーペンの会談を知ったシュライヒャーは激怒し、大統領官邸を訪れてヒンデンブルクに対して自分が同席しない限り前首相とは会わないよう釘を刺した。しかしパーペンをいまだ信用しているヒンデンブルクはこれを無視し、パーペンに独自にヒトラーと接触することを許し、またオットー・マイスナーら側近に対してパーペンとヒトラーの接触があったと分かった時でもシュライヒャーにはそれを伝えないよう命じた。
1月18日と1月22日にもヨアヒム・フォン・リッベントロップの自宅でヒトラーとパーペンは会談した。特に1月22日の会談は大統領官邸長官オットー・マイスナーやヒンデンブルク大統領の息子オスカー・フォン・ヒンデンブルクも同席し、ヒトラーが首相に任命される上で重要な会談となった（無論シュライヒャーには内密の会談）。
1月26日にはパーペンは国家人民党党首アルフレート・フーゲンベルク、鉄兜団団長フランツ・ゼルテ、テオドール・デュスターベルクと会談し、ヒトラー内閣への入閣交渉を行った。デュスターベルクを除く三者はヒトラー内閣に参加することを表明した。1月28日にパーペンはヒンデンブルクから「政局説明担当」特別職に任じられた。パーペンは、オスカーやマイスナーと共にヒンデンブルクにヒトラーを首相に指名しても全く問題なしとヒンデンブルクに説明した。ヒトラーを「ボヘミア人伍長」と呼んで軽蔑していたヒンデンブルクもついにヒトラーの首相任命を承諾した。
一方シュライヒャーは憎きパーペンが中枢となって活躍する政権だけは阻止しようと図り、1月29日に陸軍総司令官クルト・フォン・ハンマーシュタイン＝エクヴォルトをヒトラーの下へ派遣して、ヒトラーに協力したい旨を申し出たが、パーペンと組んで政権を作る気であったヒトラーは曖昧に対応した。同日にパーペンはヒトラーと会談を行い、政権掌握後には総選挙を行い、選挙後に全権委任法を可決して独裁体制を樹立することを求めた。ところが国家人民党のフーゲンベルクは自党の影響力の低下を恐れて総選挙を嫌がり、内閣成立が危ぶまれる空気になった。パーペンはヒトラー内閣成立の直前にフーゲンベルクに電話して組閣に時間を食うとシュライヒャーとハンマーシュタインがクーデタを起こす恐れがあるので組閣を急がねばならないと主張して説き伏せ、ヒトラー内閣成立にこぎつけた。

### ナチ政権の副首相時代

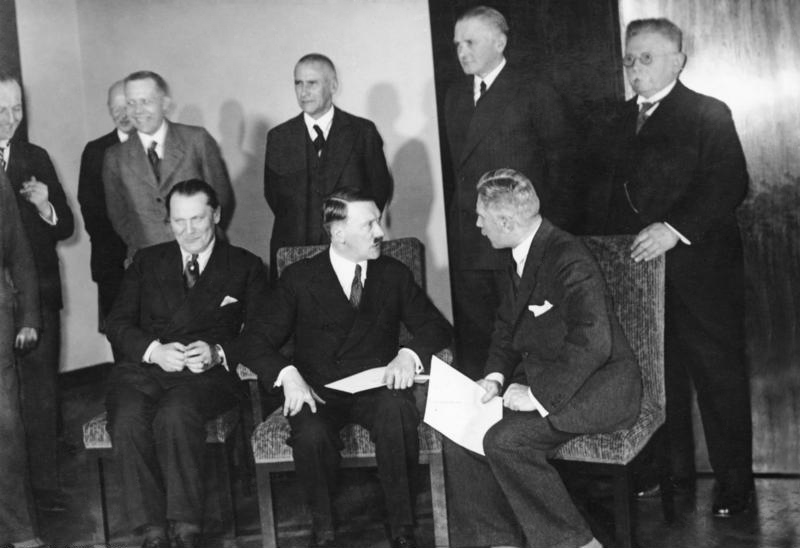
1933年1月30日、ヒトラー内閣閣僚とともに。ヒトラーと話している人物がパーペン。

1933年1月30日11時15分頃にヒトラー内閣が成立した。パーペンは副首相兼プロイセン州首相に就任した。ナチ党からの入閣は首相ヒトラー、内相ヴィルヘルム・フリック、無任所相・プロイセン州内相ヘルマン・ゲーリングの三人のみであり、その他の閣僚はヒンデンブルク大統領自らが選んだ国防相ヴェルナー・フォン・ブロンベルクを除き、パーペンが選んだ。パーペンは「われわれは彼を雇ったのさ」「わたしはヒンデンブルクに信頼されている。二ヶ月もしないうちにヒトラーは隅っこのほうに追いやられてきいきい泣いているだろう」と語り、自らのヒンデンブルクへの影響力でもってヒトラーを操り人形にできるという幻想に浸っていた。
ヒトラーは2月1日の国民へのラジオ放送で「二つの偉大な四カ年計画」を宣言し、第一次四カ年計画を発表した。しかし大の反共主義者であったパーペンは「あまりにスターリン主義的用語が多い」とヒトラーに抗議した。2月6日にパーペンとマイスナーの助言によって明らかに違憲な大統領緊急命令「プロイセンにおける正常な統治関係確立のための緊急令」が発令された。パーペンは自らがプロイセンで独裁権力を握るつもりで発令させたのだが、結局ヒトラーの要求でプロイセン州の内相に就任させていたヘルマン・ゲーリングがプロイセンにおいて巨大な権限を握ってパーペンはプロイセン州首相の職をゲーリングに譲り渡すこととなった。
ヒトラーの首相就任の二日後の2月1日に国会は解散され、選挙戦に突入した。2月11日にパーペンは国家人民党と鉄兜団に統合を薦め、「黒・白・赤」を結成させた。3月5日に総選挙が行われたが、ナチ党が得票率43.9%を得て、288議席を獲得した。この選挙で、自身も「黒・白・赤」から出馬して国会議員に初当選した。
3月23日にヒトラー内閣に憲法を除く全ての法律を自由に公布できる権限を認める全権委任法が可決された。パーペンは政府を国会から独立させるために全権委任法を可決させることには当初から賛成だった。しかしこの全権委任法によって大統領の存在も形骸化し、大統領の信任を背景にしたパーペンの権力も形骸化することになった。パーペンはそこまで考えが及ばなかったようである。

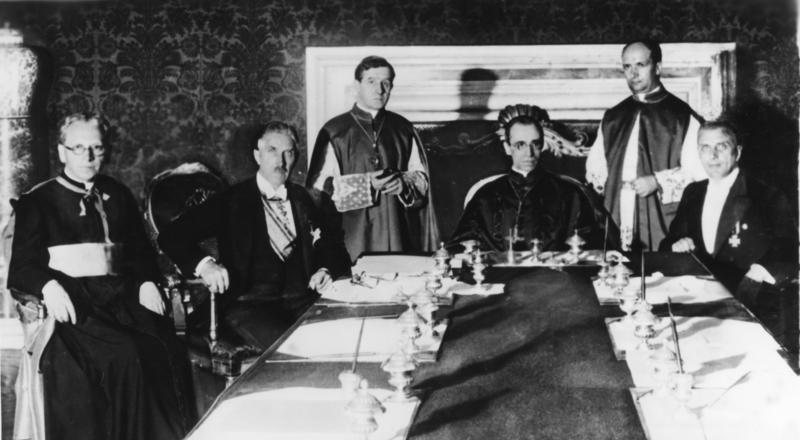
1933年7月20日、ライヒスコンコルダートの締結が合意されたバチカンのローマ教皇庁。左からルートヴィヒ・カース、パーペン、一人おいてエウジェニオ・パチェッリ（後の教皇ピウス12世）枢機卿国務長官（中央）。

1933年7月にパーペンはヒトラーの代理でバチカンを訪れた。ローマ教皇ピウス11世は「ドイツ政府がその指導者として共産主義とロシアに断固反対する指導者を持つに至った事は大変に喜ばしい」と述べた。そしてドイツとバチカンの間で政教条約が締結された。この「ライヒスコンコルダート」により純宗教活動としてのカトリック教会や学校、宣教活動をナチス政権が承認し、また政治的カトリック（中央党やカトリック労働組合）の解散をローマ教皇庁が承認した。またローマ教皇庁はドイツ国内のカトリック神父に対してナチス政権に忠誠を誓うよう命じた。カトリックの反体制運動に頭を悩ませていたヒトラーは「カトリックは今後ナチス体制に全面的に支持することであろう」と期待感を表明した。
パーペンは秘書に保守革命の代表的な思想家であるエドガー・ユリウス・ユングを起用するなど、思想的にナチスと一線を画しており、次第にヒトラーとの溝は深まりつつあった。この頃ヒンデンブルク大統領は瀕死の重病であり、この後の事態は予断を許さなかった。パーペンはナチスに対抗する手段として帝政復活を考えており、ヒンデンブルクに帝政復活を希望する遺言状を書かせ、彼の死後に帝政復帰を実現する計画を建てていた。
1934年6月17日にマールブルク大学で過激ナチスおよびSAなどを批判する講演、いわゆる「マールブルク演説」を行った。この演説原稿は秘書ユングともう一人の秘書ヘルベルト・フォン・ボーゼ、交通省海事局長エーリヒ・クラウゼナーの協力を得て執筆されたものだった。これを受けたヒトラーらは激怒し、宣伝相ゲッベルスは講演録の発表や予定されていたラジオ放送を禁止する措置をとった。しかしパーペンは事前に原稿を外国人記者や外交官に渡しており、内容は広く知られることになった。20日、パーペンはヒトラーに対し、演説の発表ができない場合は辞職すると抗議した。ヒトラーは善処を約束して慰留している。
6月30日、ヒトラーによる突撃隊の粛清である「長いナイフの夜」事件が発生した。粛清を知らされていなかったパーペンはゲーリングに抗議に行ったが、この際に親衛隊に帰り道をふさがれて命を狙われた。しかしゲーリングの庇護で命だけは助かった。しかし、「マールブルク演説」に関係した秘書ユング、ボーゼは副首相官邸で親衛隊により射殺された。またクラウゼナー海事局長もゲシュタポ本部で殺害されている。パーペンはその後自宅に軟禁されつづけ、外部との連絡を絶たれたが、ヒンデンブルク大統領の個人的な信任が厚かったため、殺害はされなかった。

### ナチ支配の確立後、大使に

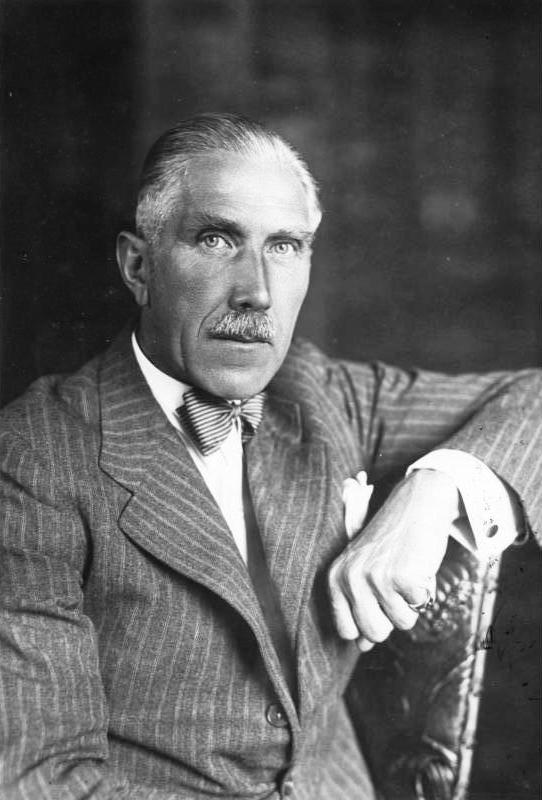
大使時代のパーペン。1936年

1934年7月25日、オーストリア首相エンゲルベルト・ドルフースがオーストリア・ナチスによって暗殺された。この暗殺はヒムラーの部下がクーデターを計画して行ったものだったが、クーデター自体は失敗に終わった。ドルフースはイタリアのムッソリーニ首相と親しく、オーストリアの独立はイタリアにとって重要であったため、かつてバチカンを訪問した際にもパーペンはムッソリーニにドルフースを支持しないよう説得するも失敗しており、事態が明らかになると独伊関係が崩壊するおそれがあった。ムッソリーニはイタリア軍四個師団を伊墺国境に配備し、介入の姿勢を見せた。
26日午前2時、ヒトラーはパーペンに連絡を取り、ウィーン公使就任の要請を行った。翌日ヒトラーと面会したパーペンは要請を受諾したが、オーストリア側のアグレマンが得られず、ウィーンには向かえなかった。その間の8月2日にヒンデンブルク大統領は死去。ヒンデンブルクは公式の遺言状に帝政復活の希望を記しておらず、ヒトラーが「国家元首兼首相」(総統)としてドイツを支配する独裁体制が完成し、パーペンの企図した帝政復活計画は潰えた。8月7日、オーストリア政府からアグレマンが行われ、パーペンは副首相を辞任して正式にウィーン公使となった。パーペンは8月15日にウィーンに赴任し、ヒトラー関与の隠蔽と事態の収拾に努めた。
1936年からは駐オーストリア大使に任じられ、オーストリア併合に暗躍した。1937年にムッソリーニがドイツを訪問した際はイタリアと協議するオーストリアの問題をめぐるヒトラーの顧問を務めた。後にパーペンは、この時期の自らの活動は回想録で全ヨーロッパ紛争の回避のためと弁明している。1938年8月13日に黄金ナチ党員バッジを授与され、同時にナチ党に入党した（党員番号5,501,100）。1939年からはトルコ駐在大使を務め、第二次世界大戦で中立を保つトルコを中央同盟国時代のようにドイツ側にする工作に従事し、1941年にはドイツ・トルコ相互不可侵条約が締結された。しかしトルコは中立を維持し続け、ソ連のエージェントによる暗殺未遂事件にも遭遇する。ノルマンディー上陸作戦前にはキケロと呼ばれるスパイ（エリエサ・バズナ）からイギリス大使館の情報を収集したが、これは連合軍の欺瞞作戦ボディガード作戦によるものであり、結果としてドイツに誤情報をもたらすこととなった。1944年にトルコはドイツとの外交関係を断絶しパーペンは帰国した。ローマ教皇庁への大使起用が検討されたが、ベルリン司教の反対で実現しなかった。同年7月のヒトラー暗殺未遂事件で友人知己が逮捕され助命に努力したが、成功しなかった。以降、ドイツに連合国軍が迫る中もゲシュタポの監視を受けていた。

### ニュルンベルク裁判

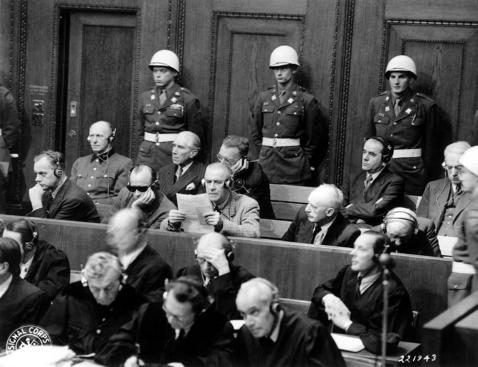
1945年11月27日、ニュルンベルク裁判。
後列左からヨードル、パーペン、ザイス＝インクヴァルト、シュペーア、シャハト

パーペンは娘婿であるマックス・フォン・シュトックハウゼン伯爵がメシェデに所有する城に隠棲していたが、1945年4月にはアメリカ軍がメシェンデを占領。彼は狩猟小屋に隠れているところを逮捕された。ヘルマン・ゲーリング、カール・デーニッツ、アルベルト・シュペーア、ヴィルヘルム・カイテルなど大物捕虜を集めたルクセンブルク・バート・モンドルフの収容所に収容された。
ニュルンベルク裁判にかけるために1945年9月に他の被告人達とともにニュルンベルク刑務所へ移送された。パーペンはナチ党を政権につけた者、またオーストリア併合に関与した者として第一起訴事項「共同謀議」と第二起訴事項「平和に対する罪」で起訴された。
パーペンは1946年6月14日に検察側反対尋問で証言台に立った。パーペンは、自分がヒトラー政権誕生に大きな役割を果たしたことを否定した。さらに「全被告のうちヒトラーに辞職を願い出、また実際に辞職したのは私だけだ」などと主張した。イギリス首席検事デーヴィット・マクスウェル＝ファイフ卿はこれに対して「そうだ。そして貴方は11日後に別の仕事を得た。オーストリアを殺害した政府を代表する仕事を…。」と切り返した。
1946年10月1日に他の被告人とともに判決を受けた。パーペンの判決文は「ヒトラーを首相に任命することを援助した」「証拠は、パーペンがオーストリア公使としてオーストリア併合のためにシュシュニク政権を転覆させ、オーストリア・ナチスを強化したことに一切の疑問をおかない。この計画のために彼は策謀と脅迫を行った。」としつつ、「憲章は政治論理に反するかかる悪行を、いかにそれがあくどいやり方であっても、犯罪とはしていない。」として彼を第1項と第2項の起訴事項の両方において無罪とした。ソ連主席裁判官イオナ・ニキチェンコのみ「ヒトラー体制の犯罪責任の大半はパーペンである」と主張し、有罪を求めていたが、西側裁判官により彼は無罪となった。
ニュルンベルク裁判で無罪となった被告はパーペンを含めて三人だけである（他の二人はハンス・フリッチェとヒャルマル・シャハト）。

### 戦後

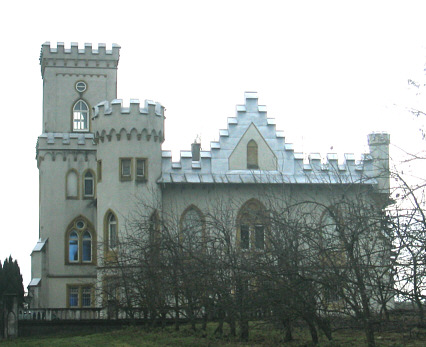
パーペンが晩年を過ごしたベンツェンホーフェン城

1947年2月の非ナチ化裁判で労働刑8年と財産没収を宣告されたが、上告及び恩赦の結果、1949年に釈放された。その後西ドイツの政界に進出しようとしたが成功しなかった。
1952年には回顧録『路地の真実』(Der Wahrheit eine Gasse) を出版。歴史学者ロベルト・S. ヴィストリヒから「飽くなき自惚れと驚くばかりの自己満足が露わなだけの内容」と酷評されている。
1959年7月24日には、教皇ヨハネ23世とアンカラ駐在時代に親交があったため、教皇によって教皇侍従 (Papal Chamberlains) に叙せられた。また、マルタ騎士団のメンバーにもなっている。1969年、隠棲先のバーデン＝ヴュルテンベルク州ザースバッハで死去。

## 人物
熱心なローマ＝カトリック教徒で、中央党に属した（後に除名）。その後、ナチ党に入ったが、カトリックの信仰は堅持し、戦後にはヨハネ23世より教皇侍従、マルタ騎士団員となった。
米軍の拘留記録によると身長は175センチである。
ニュルンベルク刑務所付心理分析官グスタフ・ギルバート大尉が、開廷前に被告人全員に対して行ったウェクスラー・ベルビュー成人知能検査によると、パーペンの知能指数は134で、エーリヒ・レーダーと並んで全被告人中第5位の知能の高さであった（ただパーペンは高齢であることを考慮されて実際の素点の知能指数より15から20多く出されている）。
ニュルンベルク裁判で拘禁されている時に受けたインタビューの中でヒトラーを首相にした理由について次のように語った。
同インタビューの中でヒトラーの人柄については「彼はとても興味深い人間で話題も豊富だった。芸術、建築、政治、軍事、音楽など、様々なことに関心を寄せていた。実に非凡な人間だったが、暗殺未遂事件の後は人が変わってしまった」と語った。

ユダヤ人迫害については次のように語った。